# Chutes de la Lofoyi
Les chutes de la Lofoyi (aussi écrit chutes de la Lofoï) ou chutes Kaloba, sont situées dans le parc national des Kundelungu au Haut Katanga, en république démocratique du Congo. 
Ces chutes d'eau sont les plus hautes d'Afrique centrale avec 384 m de hauteur dont 347 en chute directe . La rivière dévale du plateau des monts Kundelungu dont l'altitude est de 1 750 mètres.
Le débit en est peu important si bien qu'en saison sèche, l'eau de la chute se volatilise dans l'athmosphère. 
La rivière Lofoyi est un des affluents de la Lufira, affluent du fleuve Congo.